# 八垂別の滝

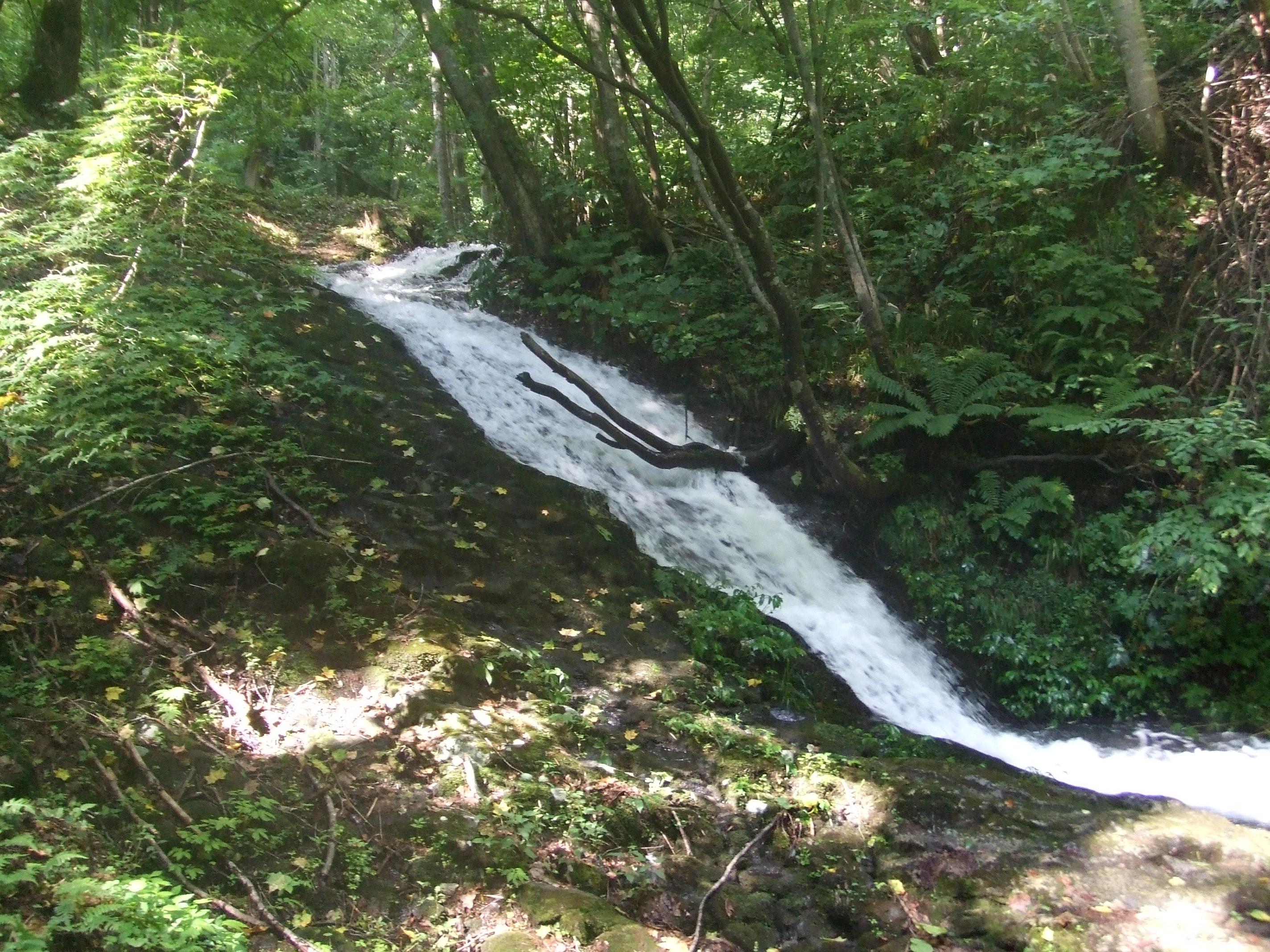
八垂別の滝（2010年8月）

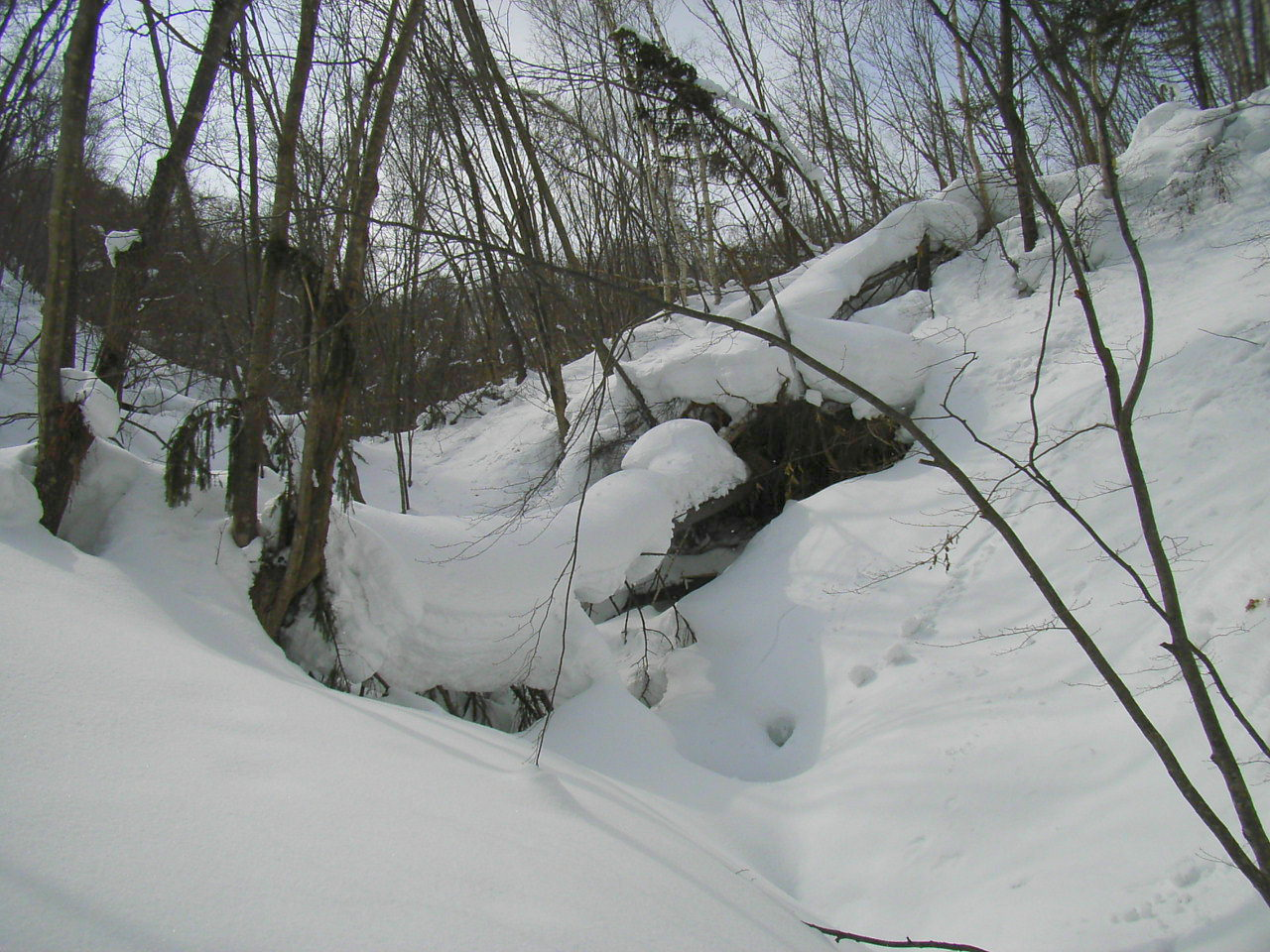
「滝」は雪の下を流れ、音だけが聞こえる
（2005年3月）

八垂別の滝（はったりべつのたき）は、北海道札幌市南区中ノ沢にある、左中の沢川にかかる小さな滝。「八垂別」は藻岩山南麓から硬石山にかけての旧字である。アイヌ語の「ハッタㇽ・ペッ」(淵の川)に由来する。

## 概要
砥石山登山口中ノ沢入口から徒歩で1分ほど入った場所にある。滝は落差4m程で、傾斜した岩盤上を流れ落ちている。滑滝あるいは渓流瀑と呼ばれる形態と言える。
左中の沢川（ひだりなかのさわかわ）は、中の沢川の支流で、長さ約2kmある。砥石山の東の麓から東に向かって流れ出る。山から出る手前の谷で八垂別の滝を作り、そこから300mで平地に出て、1kmほどで中の沢川に合流する。合流点付近に野村橋がある。川に沿って、滝を経て砥石山に至る登山道がつけられている。